# Resistencia civil
El término resistencia civil, junto con el término "resistencia no-violenta", son utilizados para describir acciones políticas que se basan en el uso de métodos no violentos por parte de grupos de civiles para desafiar a un poder, una fuerza, una política o un régimen en particular.
La resistencia civil opera mediante el llamado y desafío al adversario, mediante la presión y la coerción no violenta (presión psicológica y simbólica): involucrando acciones sistemáticas para debilitar las fuentes de poder del adversario para obligarle a negociar o retirarse del poder político. La resistencia civil también comprende la oposición ciudadana a la denominada "democracia antiliberal" y contra golpes de Estado de gobiernos que fueron elegidos democráticamente y después suprimieron la separación de las ramas del poder público. Entre las formas de acción de la resistencia civil se encuentran la inmensa mayoría de los métodos descritos por Gene Sharp: persuasión y protesta (discursos, entierros simbólicos, demostraciones, vigilias y peticiones); múltiples formas de no-cooperación política, económica y social (huelgas, boicots, trabajo lento, desobediencia social-simbólica,  presión sobre funcionarios, hostigamiento a políticos, etc.), así como formas de acción o intervención directas no violentas (huelga de hambre, crear medios alternativos de transporte, obstrucción a las autoridades, juicios públicos a las autoridades, creación de instituciones paralelas y alternativas, jiu-jitsu moral y político, desobediencia civil y gobierno paralelo, entre otras).
Aunque ha habido muchísimos casos de resistencia civil a lo largo de la historia, tenemos más conocimiento y más estudios sobre la Edad Contemporánea, tanto en contra de gobernantes tiránicos-dictatoriales (Filipinas, Sudáfrica, Myanmar, Serbia, etc.), como contra regímenes coloniales (India, Argelia, etc.), como gobiernos con sistemas democráticos (lucha de la minoría negra en Estados Unidos, luchas en Irlanda del Norte, mayo de 1968 en Europa, etc.). El fenómeno de resistencia civil a menudo se encuentra asociado con avances parciales o reajustes dentro de los sistemas de democracia.

## Motivación y configuraciones
Las motivaciones de los movimientos de resistencia civil se relacionan con la relación entre ciudadanía y Estado, entre razón ciudadana y razón de Estado, con el desarrollo o la falta de libertades y derechos en una sociedad. Esta resistencia civil de masas puede interpretarse y usarse en un sentido mecanicista, como parte de un juego de poderes y contrapoderes entre ciudadanía e instituciones (más o menos carentes de legitimidad democrática) para ampliar o consolidar espacios de libertad y derechos muy concretos (defensa de lo público, del estado del bienestar, de los derechos humanos, etc.); en un sentido organicista, acudiendo a la metáfora fisiológica de la lucha interna de un organismo vivo (el Leviatán de Thomas Hobbes) contra un cáncer que lo invade, donde la oposición ciudadana es el correlato de los anticuerpos y las defensas propias del sistema inmunológico; o bien, la resistencia civil puede interpretarse en un sentido ético como una defensa de valores humanos imprescriptibles y derechos inalienables que los resistentes identifican con sus movilizaciones no violentas como parte de un acervo cultural de los principios de la no violencia (ahimsa, humanizar a la humanidad, derechos humanos, dignidad de los pueblos), en este último sentido la resistencia civil se acercaría y se identificaría con la forma de lucha satyagraha de Gandhi, no sólo instrumentos de lucha sino convencimiento ético, capacidad transformadora de los conflictos (conversión) y apuesta por una lucha constructiva y emancipadora de lo humano.

## Ejemplos históricos
La resistencia civil es un fenómeno que se ha presentado en diversos ámbitos a lo largo de la historia reciente del hombre. Adam Roberts y Timothy Garton Ash en su libro Resistencia Civil y Política del poder: La experiencia de las acciones no violentas desde Gandhi hasta la actualidad incluyen relatos de numerosos ejemplos históricos de relevancia que ellos califican de resistencia civil. Estos casos estudio, tanto exitosos como fallidos comprenden:
- el rol de Mohandas K. Gandhi en el movimiento independentista de la India en 1917-47
- la lucha por los derechos civiles en Estados Unidos en la década de 1960, liderada por Martin Luther King Jr.
- aspectos del movimiento por los derechos civiles en Irlanda del Norte en 1967-72
- la Revolución de los Claveles en Portugal en 1974-5, en apoyo del golpe militar del 25 de abril de 1974
- la Revolución iraní en 1977–79, antes de la llegada al poder de Khomeini en febrero de 1979
- la People Power Revolution en las Filipinas en la década de 1980 que derrocaron al presidente Marcos
- las campañas contra el apartheid en Sudáfrica, especialmente en 1983-94
- las movilizaciones masivas contra el gobierno autoritario de Pinochet en Chile, 1983–88
- las Protestas de la Plaza de Tian'anmen de 1989 en China
- los diversos movimientos que contribuyeron a las revoluciones de 1989 en Europa Central y del Este, y a la disolución de la Unión Soviética en 1991  Egipto, 25 de enero de 2011: manifestantes en Cairo con carteles ‘OUT’ durante el 'Día de Furia' contra el presidente Mubarak. El 11 de febrero dejó el gobierno.

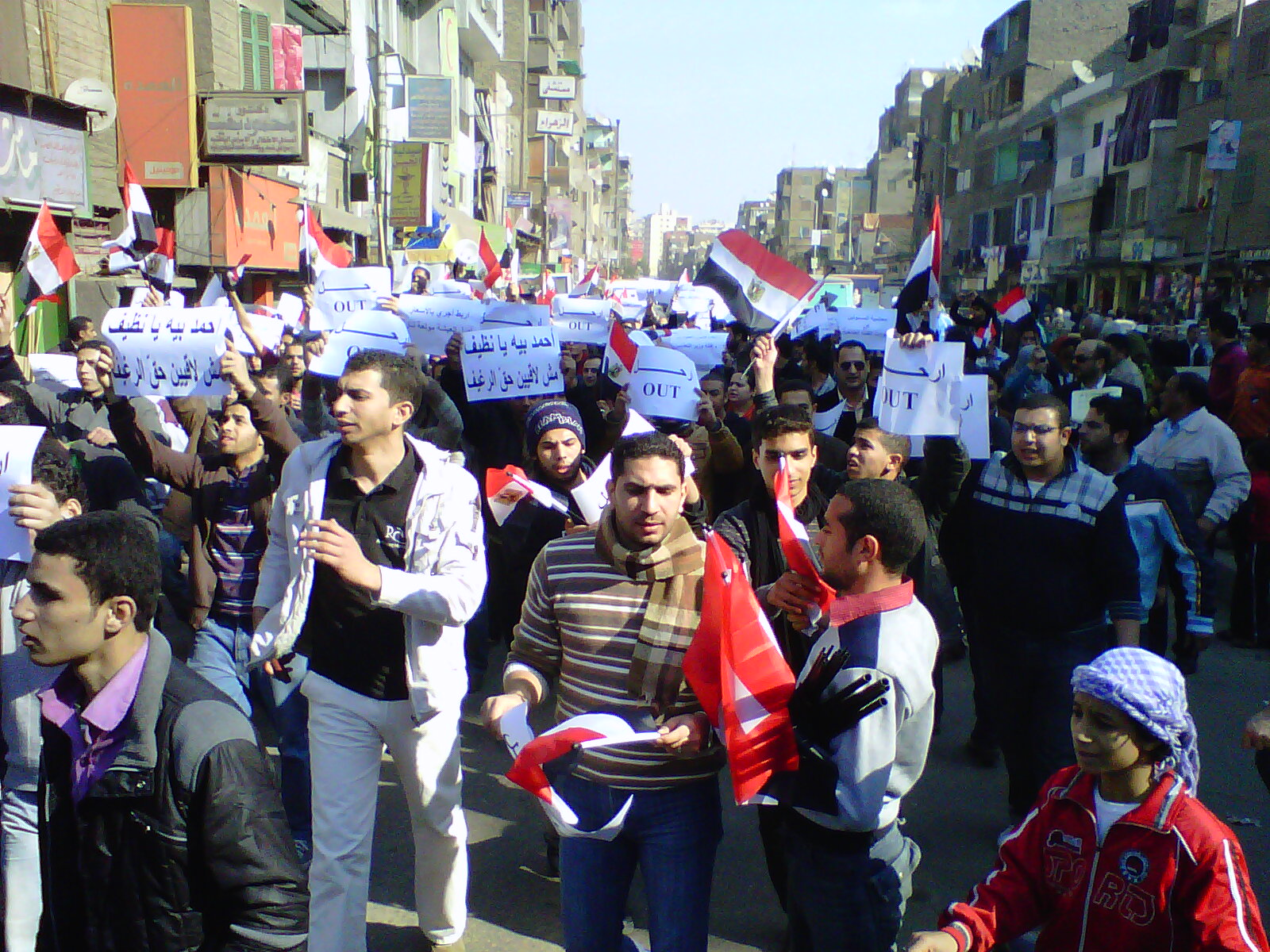
Egipto, 25 de enero de 2011: manifestantes en Cairo con carteles ‘OUT’ durante el 'Día de Furia' contra el presidente Mubarak. El 11 de febrero dejó el gobierno.

- la campaña contra la dominación serbia en Kosovo, 1990–98, que fue seguida por una guerra
- las revoluciones en Serbia en el 2000, Georgia en 2003, y en Ucrania en el 2004, todas las cuales involucraron resistencia exitosas contra el gobierno respectivo que se había negado a reconocer su derrota en una elección y había intentado falsificar los resultados de la elección
- las demostraciones, principalmente lideradas por estudiantes y monjes en Burma en el 2007.

Fuente bibliográfica: Adam Roberts y Timothy Garton Ash (editores), Civil Resistance and Power Politics: The Experience of Non-violent Action from Gandhi to the Present, Oxford University Press, 2009. https://global.oup.com/academic/product/civil-resistance-and-power-politics-9780199552016?cc=co&lang=en&#